# Hrabauka (przystanek kolejowy)
Hrabauka (biał. Грабаўка, ros. Грабовка) – przystanek kolejowy w pobliżu miejscowości Hrabauka, w rejonie homelskim, w obwodzie homelskim, na Białorusi. Położony jest na linii Homel - Czernihów.